# Parabemisia myrmecophila
Parabemisia myrmecophila là một loài côn trùng cánh nửa trong họ Aleyrodidae, phân họ Aleyrodinae.
Parabemisia myrmecophila được Martin miêu tả khoa học đầu tiên năm 1985.